# Wolfgang Mauersberg
Wolfgang Mauersberg (* 6. Januar 1942 in Hannover) ist ein deutscher Journalist. Er war von 1989 bis 2005 Chefredakteur der Hannoverschen Allgemeinen Zeitung (HAZ).

## Leben
Wolfgang Mauersburg wurde 1942 in Hannover als Sohn des Geschäftsführers Werner Mauersberg und dessen Ehefrau Lieselotte, geb. Tesch, geboren. Er studierte Geschichte, Osteuropäische Geschichte und Germanistik in Göttingen, Münster und Erlangen und wurde 1973 an der Friedrich-Alexander-Universität Erlangen-Nürnberg promoviert. Er war von 1989 bis 2005 Chefredakteur der Hannoverschen Allgemeinen Zeitung (HAZ). Von 1989 bis 2010 war er Vorsitzender der Jury des Niedersächsischen Staatspreises, der bis 1999 Niedersachsenpreis hieß. Am 18. April 2011 wurde ihm die Niedersächsische Landesmedaille, die höchste Auszeichnung des Landes Niedersachsen, verliehen. Mauersberg lebt in Hannover, ist verheiratet und hat zwei Kinder.

## Ehrungen
- 1994: Theodor-Wolff-Preis
- 2004: Verdienstkreuz 1. Klasse des Niedersächsischen Verdienstordens
- 2011: Niedersächsische Landesmedaille

## Veröffentlichungen
- Rumäniens eigener Weg zum Sozialismus. Motive – Entwicklungen – Strukturen, Erlangen-Nürnberg 1973 (Dissertation).